# Рудник-над-Санем
Рудник-над-Санем (пол. Rudnik nad Sanem) — город в Польше, входит в Подкарпатское воеводство, Нисковский повят. Имеет статус городско-сельской гмины. Занимает площадь 36,26 км². Население — 6699 человек (на 2004 год). Город находится недалеко от реки Сан. Поэтому в 1997 году к его названию была добавлена часть «над-Санем».